# Csuluk Mehmed
Csuluk Mehmed (1525 – Lepantói csata, 1571. október 7.) török hadvezér, Alexandria kormányzója volt. Ismert még Mehmed Sirokkó néven is.
1571-ben a Lepantói csatában az Oszmán Birodalom hajóhadának jobbszárnyát vezette. Ellenfele a Szent Liga flottájának balszárnyát irányító Agostino Barbarigo admirális volt. Az ütközetben mindketten meghaltak.

## Fordítás
- Ez a szócikk részben vagy egészben  a   Mahomet Sirocco című angol Wikipédia-szócikk ezen változatának fordításán alapul.  Az eredeti cikk szerkesztőit annak laptörténete sorolja fel. Ez a jelzés csupán a megfogalmazás eredetét és a szerzői jogokat jelzi, nem szolgál a cikkben szereplő információk forrásmegjelöléseként.